# Pandanus myriocarpus
Pandanus myriocarpus là một loài thực vật có hoa trong họ Dứa dại. Loài này được Baker mô tả khoa học đầu tiên năm 1890.